# Norges flagga
Norges flagga är röd med ett blått kors och vita linjer. Den antogs den 13 juli 1821 och har proportionerna 8:11.

## Historik
Flaggan tillkom 1821. Norge var från och med 1397 och fram till 1814 i union med det danska riket, och flaggan bygger i grunden på den danska Dannebrogen. Flaggan har även ett infällt blått kors som symboliserar Norges dåvarande union med Sverige, en union som varade åren 1814–1905. Det blå infällda korset är betydligt mörkare än Sveriges nuvarande flagga. Detta beror på att Sveriges flagga före 1905 var mörkare än den är idag. Färgerna rött-vitt-blått var även symboler för stater vars statsskick byggde på folkrepresentation, till exempel Frankrike, USA, Storbritannien och Nederländerna. Flaggan är en nordisk korsflagga, vilket innebär att den vertikala korsarmen är något förskjuten inåt (mot flaggstången), och flaggan ansluter därmed till övriga nordiska flaggors utformning. Norges flagga används även på Jan Mayen och Svalbard som ingår i det norska riket och som saknar egna flaggor.

### Medeltida flaggor
Det är svårt att med säkerhet säga vilken flagga som först användes av de norska kungarna. Det är däremot känt att Olav den helige använde ett vitt fälttecken med en orm under slaget vid Nesje. Tidigare hade en korp och en drake använts som norska kungasymboler. Magnus den gode använde samma märke som Olav, och Harald Hårdråde använde en korp. Kung Inge I förde ett rött lejon på guldduk, och Sverre Sigurdsson förde en örn i guld och rött. Erik Prästhatares vapen var från 1280 ett lejon i guld med en yxa mot röd botten. Detta vapen användes troligen även som baner, och är innehållsmässigt identisk med dagens norska kungaflagga. Baneret användes antagligen av senare norska kungar, och sedermera även som skepps- och fästningsflagga. Den äldsta säkra avbildningen är hertiginnan Ingebjørgs segel från 1318. Baneret med lejonet vajade bland annat över Akershus fästning så sent som 1698. Det norska lejonet infördes 1641 i samtliga norska regementsfanor. Flaggan med lejonet användes också på skepp och fästningar, men försvann gradvis under 1600- och 1700-talet. Ett dekret om att Dannebrogen skulle vara den enda tillåtna handelsflaggan kom inte förrän 1748.

Svensk-norsk unionsörlogsflagga 1815-1844.

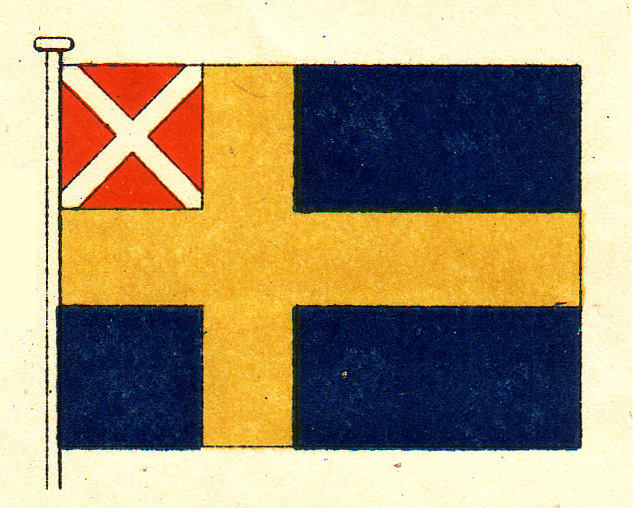
Svensk-norsk unionshandelsflagga 1818-1844.

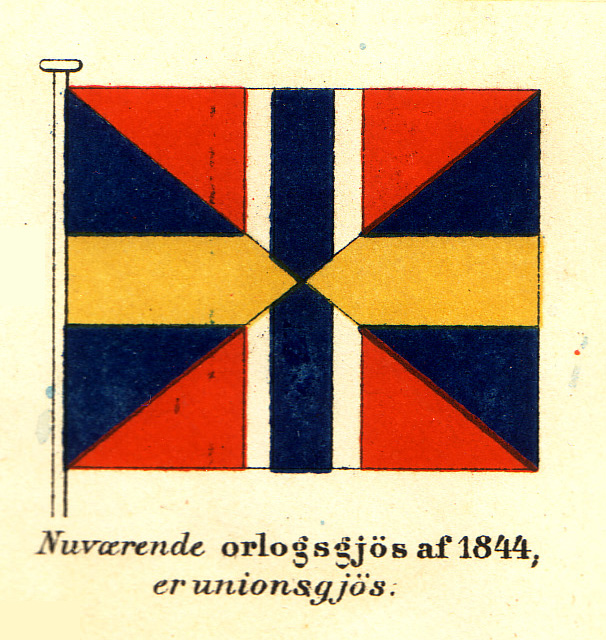
Den så kallade "Sillsalaten" med svenska proportioner, använd som örlogsgös och diplomatisk flagga 1844-1905.

### Nyare tiden
Från och med 1600-talet användes den danska flaggan även i Norge, eftersom landet då var i union med Danmark. Den självständiga norska staten införde 1814 riksvapnets lejon i det övre inre fältet av den danska flaggan. Flaggan användes fram till 1821 i nordliga farvatten. I och med unionen med Sverige infördes 1815 en svensk-norsk unionsflagga som stats- och örlogsflagga i bägge länderna, som bestod av den svenska örlogsflaggan med ett vitt kryss mot röd botten i kantonen (det övre fältet närmast stången). Den 26 oktober 1818 fick bägge länderna också en civil unionsflagga efter samma mönster, men rätskuren i stället för tretungad. Den användes som handelsflagga i fjärrsjöfart (söder om Kap Finisterre) som skydd mot nordafrikanska pirater som Sverige betalade tribut till. Norska skepp kunde också välja att segla under "ren" svensk flagg i fjärrsjöfart. Mellan 1818 och 1821 användes alltså tre olika handelsflaggor samtidigt.

### Den moderna flaggan
Stortingsledamoten Fredrik Meltzer tecknade den moderna norska flaggan 1821. Meltzer använde element från den danska och svenska flaggan på grund av den nyligen avslutade respektive ingångna unionen med dessa länder: Danmarks röda och vita färger kombinerades med den svenska flaggans blå nyans. Formmässigt anslöt flaggan till den skandinaviska traditionen med korsflaggor, och färgkombinationen rött-vitt-blått antyder dessutom en samhörighet med flera demokratiska staters flaggor: det revolutionära Frankrike, USA, Storbritannien och Nederländerna.
Stortinget accepterade Meltzers flaggförslag, men kung Karl XIV Johan gick inte med på att stadfästa beslutet i lag. I stället godkändes den nya flaggan genom en kunglig resolution den 13 juli 1821. En ny kunglig resolution från den 17 juli samma år beslutade att den nya trefärgade flaggan endast kunde föras i nordliga farvatten. Bägge ländernas fartyg måste från och med nu använda den gemensamma unionsflaggan från 1818 söder om Kap Finisterre, den svenska flaggan med de "norska" färgerna i kantonen. Efter att Frankrike 1830 hade erövrat de nordafrikanska Barbareskstaterna upphörde Sveriges betalningar av tribut till piraterna. Från norskt håll började man därför arbeta för att få den norska flaggan godkänd även för fjärrsjöfart, något som ledde till "Flaggets frigjøring" 1838. Eftersom örlogsflaggan enligt den norska grundlagen från den 4 november 1814 skulle vara unionsflagga, användes örlogsflaggan från 1815 av bägge länderna.
Under Karl Johans regeringstid tilltog det norska missnöjet med ett flaggsystem som man menade markerade svensk överhöghet inom unionen. Efter ett förslag från en gemensam svensk-norsk kommitté införde kung Oscar I en ny flagga 1844 som tillgodosåg de norska kraven på en fullständig jämlikhet mellan de båda unionsländerna. Båda länderna fick en egen handels- och örlogsflagga, men med ett gemensamt unionsmärke i kantonen. Märket var en kombination av färgerna från bägge flaggorna, lika fördelade. På båda sidor om gränsen fick flaggan namnet "sillsalaten", eftersom märket påminde om en färgrik rätt som förekom i bägge länderna. Smeknamnet uppstod först i Sverige[källa behövs] där det fanns ett visst motstånd mot att den rena svenska flaggan försvann. Unionsmärket fick däremot ett positivt mottagande i Norge som sent omsider hade fått kraven på egna nationssymboler uppfyllt.
Unionsmärket användes även som gös på örlogsfartyg, och dessutom som gemensam flagga för bägge ländernas diplomatiska representation i utlandet (men då alltid med proportionerna 4:5 som i den svenska flaggans unionsmärke och inte den kvadratiska form som fanns i den norska flaggan).
Den blå färgen i den norska unionsflaggan var av samma blå nyans i huvudflaggans kors och i de "svenska" delarna av unionsmärket. På samma sätt användes endast en blå nyans i den svenska unionsflaggan. Den blå färgen i den svenska flaggan var på 1800-talet mörkare än idag, och kunde dessutom variera något. I Sverige användes alltid den svenska nyansen även i de "norska" delarna av unionsmärket, även om den nyansen var ljusare än den norska.
| Norges unionsflagga 1844-1899 |  | "Sillsalaten" |  | Sveriges unionsflagga 1844-1905 |

Det ökande motståndet mot unionen gjorde unionsmärket impopulärt, och den "det rene flagg" blev en stridfråga för det unionskritiska Venstre. Stortinget beslutade om ny, "ren" nationsflagga 1892, 1895 och 1898, vilket stadfästes utan kunglig sanktion den 10 december 1898, varpå flaggbruket trädde i kraft den 15 december året efter. Samtidigt infördes en "statsflagga" för användning på statens civila byggnader, en ren norsk tretungad flagga. Den grundlagsskyddade örlogsflaggan behöll unionsmärket fram till unionsupplösningen 1905, men hissades utan detta märke den 9 juni 1905, omedelbart efter att unionen upplösts. I Sverige behöll man unionsmärket fram till årsskiftet.

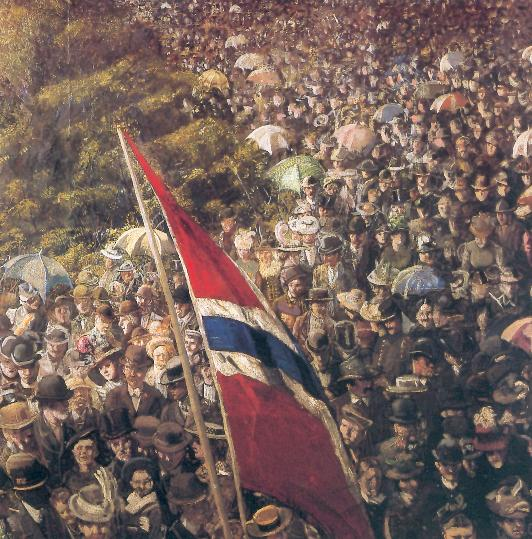
Christian Krohgs tolkning av den 17 maj 1893 visar en norsk flagga utan "sillsalaten".
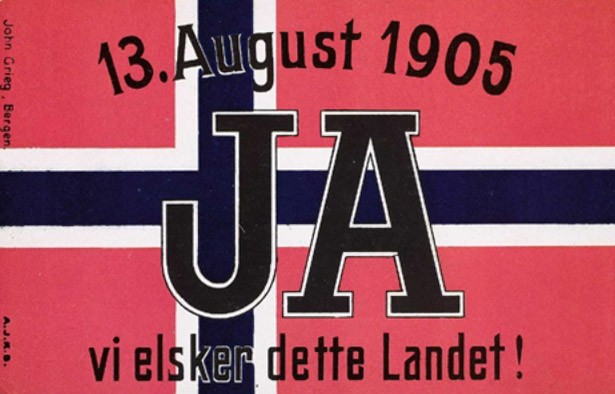
Vykort med flaggor från folkomröstningen om unionsupplösningen 1905
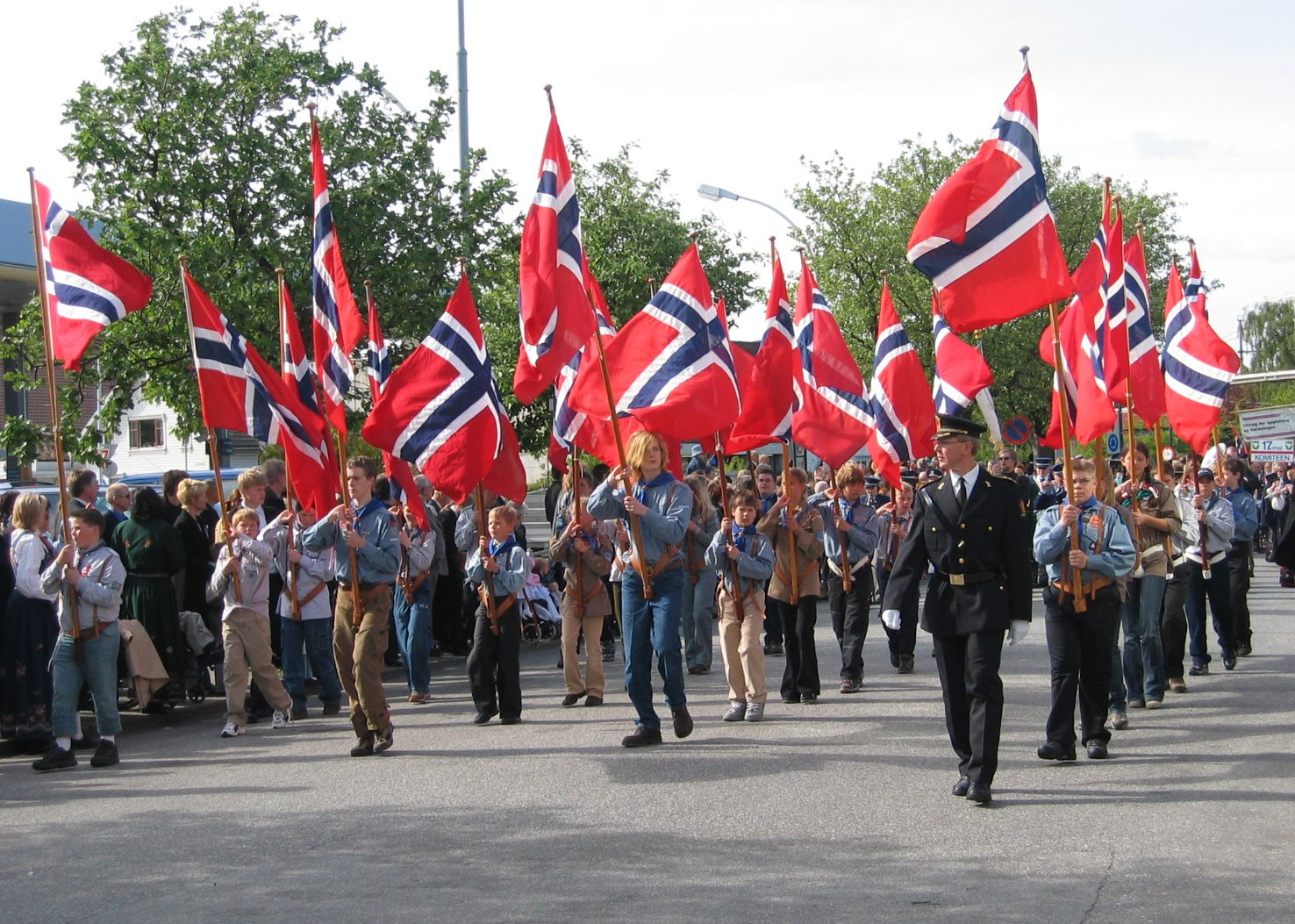
Fanborg från modernt 17 maj-tåg.
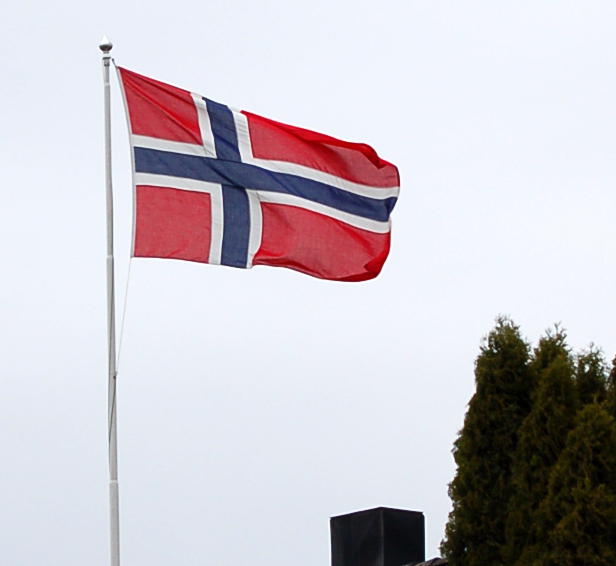
En norsk flagga på flaggstång.
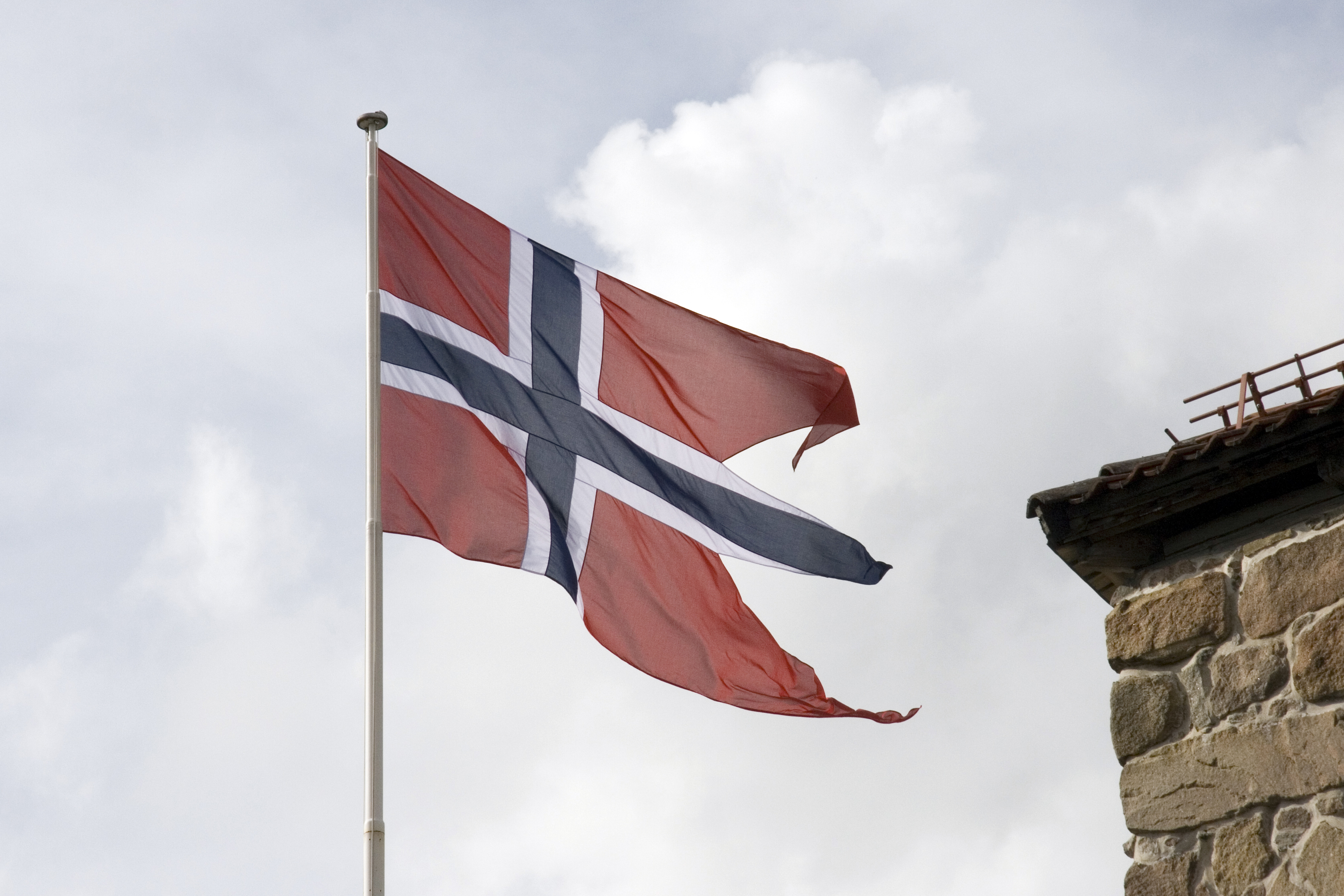
En norsk örlogsflagga hissad på Fredrikstens fästning.

## Konstruktion
Handelsflaggan har höjd/breddförhållandet 16:22, jämfört med statsflaggans höjd/breddförhållande som är 16:27. Flaggans delar ska ha följande proportioner:
| Handels- och nationsflagga (PDF-version) |  | Stats- och örlogsflagga(PDF-version) |

Den röda nyansen är PMS 200, och den blå är PMS 281 enligt Pantone-färgsystemet, vilket motsvarar #BA0C2F (rött) och #00205B (blått) (samt #FFFFFF (vitt)) i RGB-systemet.